# Виґода-Плюґавська
Виґода-Плюґавська (пол. Wygoda Plugawska) — село в Польщі, у гміні Дорухув Остшешовського повіту Великопольського воєводства.